# Орехівка (Калінінградська область)
Орехівка (рос. Ореховка) — селище Гур'євського міського округу, Калінінградської області Росії. Входить до складу Низовського сільського поселення.
Населення —  21 особа (2015 рік). 

## Населення
| 2002 | 2010 |
| ---- | ---- |
| 22   | ↘21  |